# فهرست دوره‌های آگاهی ال‌جی‌بی‌تی‌کیو
در جدول زیر فهرستی از روزهای آگاهی دگرباشان جنسی آورده شده است.
| عنوان                                                      | زمان       | سال آغاز | توضیحات |
| ---------------------------------------------------------- | ---------- | -------- | --- |
| روز یادبود هولوکاست                                        | ۲۷ ژانویه  |          | روزی برای همهٔ قربانیان دورهٔ نازیسم. برای اطلاعات بیشتر به مقالهٔ "تحت تعقیب قرار دادن همجنسگرایان در آلمان نازی و هلوکاست" مراجعه کنید.                                                                                   |
| ماه تاریخی سیاه‌پوستان (آمریکای شمالی)                      | فوریه      | ۱۹۹۵     | |
| ماه تاریخی دگرباشان جنسی (بریتانیا)                        | فوریه      | ۲۰۰۵     | |
| International Transgender Day of Visibility                | ۳۱ مارس    | ۲۰۰۹     | روزی با هدف آگاهی بخشی به تراجنسیتی‌ها و آگاهی‌بخشی در مورد هویت آنها و همچنین به رسمیت شناختن کسانی که برای حقوق افراد تراجنسیتی مبارزه کرده‌اند.                                                                          |
| روز سکوت                                                   | آوریل      | ۱۹۹۶     | Day varies from year to year. Started by GLSEN to raise awareness for bullying in LGBT youth وبگاه رسمی |
| فهرست روزهای آگاهی دگرباشان جنسی                           | ۲۶ آوریل   | ۲۰۰۸     | |
| روز جهانی مقابله با هوموفوبیا، تراجنس‌هراسی و دوجنسگراهراسی | ۱۷ مه      | ۲۰۰۴     | روز ۱۷ مه که برای نخستین بار در سال ۲۰۰۴ به عنوان گرامیداشت پایان طبقه بندی همجنسگرایی به عنوان یک بیماری به وسیلهٔ سازمان بهداشت جهانی در سال ۱۹۹۰ برگزیده شد.وبگاه رسمی                                                 |
| روز هاروی میلک                                             | ۲۲ مه      | ۲۰۱۰     | این روز به افتخار هاروی میلک، سیاستمدار ترور شده، در روز زادروزش نامگذاری شده است. این روز رسما در کالیفرنیا، ایالت زادگاه هاروی میلک گرامی داشته می‌شود. وبگاه رسمی                                                      |
| Pan (Pansexual and Panromantic) Visibility Day             | ۲۴ مه      | ۲۰۱۵     | در ابتدا در وبگاه تامبلر شروع شد.وبگاه رسمی |
| ماه افتخار دگرباشان جنسی                                   | ژوئن       |          | ماه ژوئن به یادبود شورش‌های استون‌وال گرامی داشته می‌شود. این ماه همچنین به عنوان ماه قانونی‌شدن ازدواج همجنسگرایان در ایالات متحدهٔ آمریکا گرامی داشته می‌شود.                                                                |
| گرمیداشت قانونی کردن ازدواج همجنس‌ها در ایالات متحده آمریکا | ۲۶ ژوئن    | ۲۰۱۵     | Decision made by SCOTUS (Supreme Court Of The United States) |
| یادبود شورش‌های استون‌وال                                    | ۲۸ ژوئن    |          | یادبود شورش‌های استون‌وال که این شورش‌ها به عنوان سرآغاز جنبش آزادی‌خواهی همجنسگرایان و تراجنسیتی‌ها در ایالات متحده شناخته می‌شود.                                                                                            |
| هفته آگاهی دوجنسگرایی                                      | سپتامبر    | ۲۰۱۴     | از یکشنبهٔ پیش از جشن روز دوجنسگراران برگزار می‌شود. وبگاه رسمی |
| جشن روز دوجنسگرایی                                         | ۲۳ سپتامبر | ۱۹۹۹     | Also referred to as Bisexual Pride Day, CBD, Bisexual Pride and Bi Visibility Day |
| ماه تاریخی دگرباشان جنسی (آمریکا)                          | اکتبر      | ۱۹۹۴     | First celebrated in 1994 in October. It was declared a national History month by President Barack Obama in 2009. The month was created with the intent to encourage openness and education about LGBT history and rights |
| روز ملی آشکارسازی هویت جنسی                                | ۱۱ اکتبر   | ۱۹۸۸     | وبگاه رسمی |
| روز ماهیت                                                  | ۱۵ اکتبر   | ۲۰۱۰     | وبگاه رسمی |
| روز آگاهی دوجنسی                                           | ۲۶ اکتبر   | ۱۹۹۶     | Celebrated in October to commemorate the first intersex protest, which took place in Boston, MA وبگاه رسمی |
| هفته آگاهی فاقد جنسیت                                      | اکتبر      | ۲۰۱۰     | تاریخش متفاوت است و ممکن است تا نوامبر ادامه پیدا کند. وبگاه رسمی |
| روز یادبود فاقد جنسیت                                      | ۸ نوامبر   |          | به مناسبت تولد هرکیلاین باربین. وبگاه رسمی |
| روز یادبود تراجنسیتی                                       | ۲۰ نوامبر  | ۱۹۹۹     | |
| Ace Visibility Day                                         | ۲۶ نوامبر  | ۲۰۱۵     | در ابتدا در وبگاه تامبلر شروع شد. |
| روز جهانی ایدز                                             | ۱ دسامبر   |          | در سال ۱۹۸۸ توسط سازمان ملل به رسمیت شناخته شد. وبگاه رسمی |
| Pansexual/Panromantic Pride Day                            | ۸ دسامبر   |          | |
| روز حقوق بشر                                               | ۱۰ دسامبر  |          | وبگاه رسمی |